# Henri Farty
Eugène Louis Schultz dit Henri Farty ou Farty, né le 14 septembre 1896 à Saint-Germain-Laval (Seine-et-Marne) et mort le 13 juillet 1954 dans le 18e arrondissement de Paris, est un acteur de théâtre et de cinéma français.

## Biographie
En dehors des rôles qu'il obtint tant au théâtre qu'au cinéma entre 1920 et 1943, on ne sait pratiquement rien d'Henri Farty sinon qu'il fut un temps secrétaire adjoint en 1927 puis secrétaire général en 1928 du Syndicat des Artistes cinégraphiques. Le fait qu'il a été élu trois ans avant sa première apparition officielle à l'écran laisse entendre qu'il avait déjà eu des rôles de figuration dans des films muets sans doute beaucoup trop courts pour avoir laissé des traces.
Fils d'un imprimeur-lithographe parisien d'origine alsacienne, Henri Farty exerça également le métier d'imprimeur parallèlement à sa carrière d'acteur.

## Carrière au théâtre
- 1920 : Le Maître de forges, pièce en 4 actes et 5 tableaux de Georges Ohnet, au théâtre de l'Ambigu (3 juin) : le domestique
- 1920 : L'Air de Paris, comédie en 3 actes de Maurice Hennequin et Henry de Gorsse, au théâtre de l'Ambigu (28 septembre) : Baptiste
- 1920 : Les Conquérants, pièce en 3 actes de Charles Méré, au théâtre de l'Ambigu (5 novembre) : un mécanicien
- 1921 : Les Mystères de Paris, pièce en 5 actes et 10 tableaux d'Ernest Blum d'après le roman d'Eugène Sue, au théâtre de l'Ambigu (juin) : Barbillon
- 1921 : Les Bouffons, pièce en 3 actes en vers de Miguel Zamacoïs, au Grand Théâtre du Havre (novembre)
- 1922 : Bagne d'enfants, pièce réaliste en 4 actes d'André de Lorde et Pierre Chaine d'après le roman Correction d'Édouard Quet, au théâtre Moncey (mai)
- 1924 : Un bon coq, comédie-bouffe en 3 actes de Pierre Mortagne et Jean Stelli, au théâtre Comoœdia (7 juin) puis en province avec les tournées Renée Rose : Oscar des Mouillettes
- 1924 : La Revue de vingt scènes 1924, revue en 20 tableaux, au théâtre du Châtelet (13 juin)
- 1925 : La Vierge au grand cœur, pièce en 3 parties et 8 tableaux de François Porché, mise en scène de Simone Le Bargy, musique de scène de Raymond Charpentier, au Théâtre de la Renaissance (27 janvier) : le valet du roi
- 1925 : La Môme, comédie en 3 actes de Michel Carré et Albert Acremant, au Nouveau-Théâtre (novembre)
- 1926 : Pas sous la douche, revue en 2 actes de Bernard Longchamps, musique d'Étienne Jaquinot, au Cabaret de l'Ara (18 juin)
- 1926 : Chéri, comédie en 4 actes de et avec Colette et Léopold Marchand, au Grand-Théâtre de Bordeaux (5 septembre)
- 1926 : Mademoiselle Jockey, comédie en 3 actes de René Fauchois, au théâtre de la Potinière (11 novembre) : un lad
- 1927 : Passy 08-45, comédie en 3 actes d'Alfred Savoir, au théâtre de la Potinière (20 janvier) : Vaucouleurs
- 1927 : Nous ne sommes plus des enfants, comédie en 3 actes de Léopold Marchand, au théâtre de l'Avenue (mai)
- 1933 : Le Vol nuptial, comédie en 3 actes de Francis de Croisset, au théâtre de la Michodière (1er avril) puis en province avec les tournées Charles Baret.

## Carrière au cinéma
- 1930 : Le Roi des resquilleurs, de Pierre Colombier
- 1934 : Minuit, place Pigalle, de Roger Richebé
- 1939 : Le jour se lève, de Marcel Carné
- 1940 : Volpone, de Maurice Tourneur : un vénitien
- 1942 : Fièvres, de Jean Delannoy
- 1942 : Lettres d'amour, de Claude Autant-Lara
- 1942 : Le Lit à colonnes, de Roland Tual
- 1943 : L'Escalier sans fin, de Georges Lacombe
- 1943 : L'Homme qui vendit son âme, de Jean-Paul Paulin.